# Khadija Jlassi
Khadija Jlassi (ur. 3 stycznia 2003) – tunezyjska zapaśniczka walcząca w stylu wolnym. Zajęła dwudzieste miejsce na mistrzostwach świata w 2023 roku.
Złota medalistka mistrzostw Afryki w 2023 i srebrna w 2022. Czwarta na igrzyskach śródziemnomorskich w 2022. Zajęła siódme miejsce na Igrzyskach Młodzieży w 2018. Trzecia na MŚ juniorów w 2022. Mistrzyni Afryki juniorów w 2020 i 2022 roku.